# Shadowland (musikalbum)
Shadowland är det spanska power metal-bandet Dark Moors debutalbum, utgivet i december 1999 på Arise Records och återutgivet på samma bolag 2005.
Albumet består av omarbetade versioner av låtar från bandets demoinspelningar Dreams of Madness (1998) och Flying (1999).

## Låtlista
1. "Shadowland" (instrumental) – 0:36
2. "Walhalla" – 6:57
3. "Dragon into the Fire" – 5:05
4. "Calling on the Wind" – 5:04
5. "Magic Land" – 4:58
6. "Flying" – 6:40
7. "Time Is the Avenger" – 7:11
8. "Born in the Dark" – 5:06
9. "The King's Sword" – 5:50
10. "The Call" – 6:51

## Medverkande
Musiker
- Elisa C. Martín – sång
- Enrik Garcia – gitarr
- Albert Maroto – gitarr
- Anan Kaddouri – basgitarr
- Roberto Peña de Camús – keyboard
- Jorge Sáez – trummor

Bidragande musiker
- Carlos Maroto – bakgrundssång
- Leo Jiménez – bakgrundssång

Produktion
- Javi M. – producent
- Chema – producent, inspelningstekniker
- Blackie C. Martin – omslagskonst
- Alfonso "El Abuelo" Grau – foto